# Faujasite
La faujasite est un minéral tectosilicate de la famille des zéolithes, de formule (Na2,Ca,Mg)3.5[Al7Si17O48] · 32 H2O.

## Inventeur et étymologie
Décrite par Alexis Damour en 1842, et dédiée à Barthélemy Faujas de Saint-Fond.

## Optique
En diffractométrie de rayons X, la faujasite possède des pics répartis à tous les angles (2 thêta), même aux faibles (jusqu'à 3° pour 2 thêta). Ce minéral est utile pour calibrer un diffractomètre.